# Ндере
 Тази статия е за острова.  За националния парк вижте Ндере (национален парк).  
Ндере е малък остров, разположен в езерото Виктория. Спада към територията на Кения.
Общата му площ е само 4,2 km2. На езика долуо името на острова означава „сборен пункт“. Във фолклора на народа луо Ндере се споменава като място, което най-първите преселници са използвали за почивка след дългото пътуване по долината на река Нил. Легендата разказва, че на луо толкова им харесало там, че решили да го заселят.
През 1986 година Ндере е обявен за национален парк и оттогава е ненаселен. Островът е известен с богата си фауна.